# Hussein Cheikh
Hussein Cheikh ou Hussein Al-Cheikh est le neuvième pacha triennal de la régence d'Alger. Son règne s'étend de 1613 à 1619.

## Biographie
Hussein Cheikh est envoyé à Alger en remplacement de Koucha Moustapha. Il hérite d'une régence éprouvée par une année de famine.

### Face aux retombés de l'affaire des canons de Dansa
En 1613, Marseille est frappée par une crise économique. Les corsaires barbaresques en profitent pour intensifier les razzias, en représailles à l'affaire des canons de Dansa, contraignant la cité phocéenne à lever plus d'impôt pour se défendre.
En 1616, la situation devient critique, les pertes pour les armateurs marseillais s'élèvent à 2 ou 3 millions de livres. Le chaouch Hadj-Mahmoud est envoyé en vain de Constantinople pour faire cesser les pillages. Hussein Cheikh réclame les canons et les prisonniers Turcs comme conditions à l'arrêt des hostilités.
En 1617, la régence de Tunis met fin aux raids en échange de prisonniers, le calme revient peu à peu à Alger. Le pacha tente par conséquent un rapprochement avec la France mais se heurte aux vives critiques des autres hommes politiques algériens. Il est demis de ses fonctions la même année, l'ancien pacha Koucha Moustapha lui succède.

### Un retour concluant la rupture de 1610 avec la France
Le retour de Hussein Cheikh quelques mois plus tard est marqué par une période de forts troubles dans la capitale. Trois groupes armés (la milice, la marine et les Kouloughlis) luttent continuellement pour le pouvoir. Une haine des Turcs s'est également développée au sein des différentes branches militaires, le soutien des tribus algériennes leur permet de se maintenir.
En parallèle la marine française se fortifie en Méditerranée et, conjointement avec les galères génoises, réalisent une démonstration de force. Les raïs, qui avait déjà subi d'importantes pertes, sont contraints de se rallier au pacha. Hussein Cheikh envoie donc les ambassadeurs Caynan Agha et Rozan Bey à Tours rencontrer le roi Louis XIII. Alger capitule le 21 mars 1619 et promet d'appliquer les traités ottomans passés avec les Européens. En retour la France s'engage à libérer les prisonniers turcs et rendre les canons de la régence. Dans son ouvrage Histoire d'Alger sous la domination turque, de Grammont considère Chérif Khodja comme successeur de Hussein Cheikh malgré les lacunes historiques sur l'Algérie des années 1620 et 1630.